# Onthophagus variegatus
Onthophagus variegatus es una especie de insecto del género Onthophagus, familia Scarabaeidae, orden Coleoptera.
Fue descrita científicamente por Fabricius en 1798.